# Ranziano-Voghersca
Ranziano-Voghersca (in sloveno Renče-Vogrsko) è un comune di 4.285 abitanti del Goriziano sloveno.
Il comune, con sede a Boccavizza, è stato creato nel marzo 2006, in seguito a referendum, staccandone il territorio dal comune di Nova Gorica.

## Corsi d'acqua
Fiume Vipacco (Vipava), Vogršček, Lijak, Renč, Oševljek.

## Località
Il comune è diviso in 6 insediamenti (naselja):
- Boccavizza[4] (Bukovica), sede comunale;
- Dombrava;
- Oševljek;
- Ranziano[5] (Renče);
- Voghersca o Ville Montevecchio[5] (Vogrsko);
- Volčja Draga.